# 4じてん。
『4じてん。』（よじてん）は、平尾リョウによる四字熟語をモチーフとした日本の漫画および4コマ漫画作品。アニメNewtypeチャンネルにて週刊連載の後、『ニュータイプエース』（角川書店）の創刊と共に再び連載を開始。『月刊ニュータイプ』（角川書店）にて4コマ漫画が並行連載されている。また『4コマnanoエース』（角川書店）創刊号に死屍・累々を主人公とした読み切りが掲載された。

## 登場人物
喜怒・哀楽（キド・アイラク）
声 - 櫻井孝宏
主人公。常識人だが、感情の起伏が激しい。
鬼面・仏心（キメン・ブッシン）
声 - 田村ゆかり
素直になれない性格の女の子。
馬耳・東風（バジ・トウフウ）
声 - 茅原実里
人の話を全く聞いていない。留学生。
快刀・乱麻（カイトウ・ランマ）
声 - 豊口めぐみ
何故か、いつも戦闘意識を持つ。
花鳥・風月（カチョウ・フウゲツ）
声 - 羽多野渉
主人公の理解者。上品で落ち着きがある。
傍若・無人（ボウジャク・ブジン）
声 - 寺島拓篤
主人公の寮の同部屋に住む同級生。ちょっとおバカなところがある。
五臓・六腑（ゴゾウ・ロップ）
声 - 大竹みゆ
納豆入りの藁人形をいつも持っている。
半醒・半睡（ハンセイ・ハンスイ）
いつも眠そうにしている。
栄枯・盛衰（エイコ・セイスイ）
由緒ある家系の出身だが、家は没落しているようだ。
反面・教師（ハンメン・キョウシ）
主人公たちのクラス担任。
合縁・奇縁（アイエン・キエン）
喜怒の頭にいつも乗っている黒いウサギ。喜怒を四字熟語の世界に連れてきた。